# Var är den Vän, som överallt jag söker

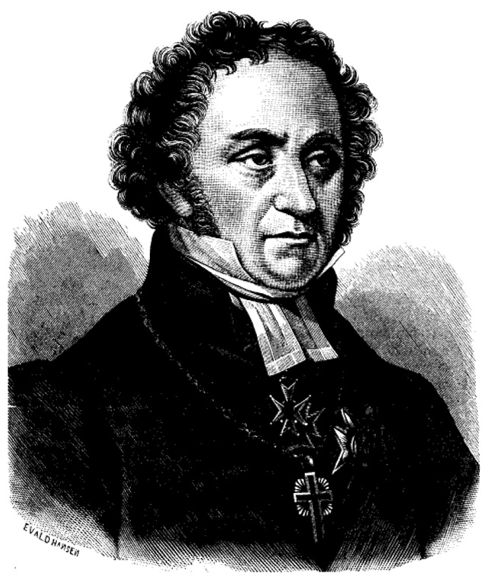
Johan Olof Wallin. Porträtt ur Familje-Journalen 1885.

Var är den Vän, som överallt jag söker är en psalm av Johan Olof Wallin och är dennes mest välkända psalm. Den är en ”dödsförberedelsepsalm” och skrevs som en avslutning till ett tal som Wallin höll vid invigningen av en ny begravningsplats för Västerås och S:t Ilians församlingar den 4 juli 1818. Psalmen har flera koralmelodier, bland annat av Johann Crüger och Alice Tegnér.

## Psalmtexten
Wallins psalm publicerades i 1819 års psalmbok, allmänt kallad Wallinska psalmboken,  som nr 481.
I den första utgåvan inleds psalmen:
Hwar är den Wän, som öfver allt jag söker?
När dagen gryr, min längtan blott sig öker;
När dagen flyr, jag än ej honom finner,
fast hjertat brinner.
J.A. Eklund menar att Var är den vän som överallt jag söker inte är en psalm utan religiös lyrik.
Litteraturvetaren Olle Holmberg skriver i Samlaren 1925 om Wallins text "Den är en världslig dikt mer än någon annan i vår psalmbok, ty den nämner inte Guds namn. Den är en naturdikt, kärleksdikt, dödsdikt som förefaller att ha kunnat födas utanför den speciella psalmtraditionen och utan att bära på hymnernas gamla arv." Han skriver vidare "Psalmen 481 är emellertid också den en psalm och inte en profandikt. Den tillhör en psalmistisk tradition. Den har litterära anförvanter på nära håll. Det enda antika i dikten är rytmen. Denna bygger nämligen på det sapfiska versmåttet […]", och vidare "I många avseenden är psalmen 481 en naturdikt." I Svenska Akademiens utgåva Den gamla psalmboken från 2001 kommenteras Wallins text så: "Bibelcitaten och bibelanspelningarna är ovanligt få i denna Wallinpsalm, där själens osaliga sökande går från orons vågor över det aningsfulla (romantiskt/platonska) sökandet i naturen till de stegrat trösterika (och med ens påtagligt bibliska slutstroferna."

## I populärkulturen
Psalmen läses i Ingmar Bergmans film "Smultronstället" (1957) gemensamt av huvudpersonen doktor Isak Borg (Victor Sjöström) och hans sällskap när de äter lunch tillsammans vid Vättern.

## Koralerna

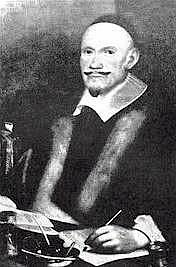
Johann Crüger

Den koralbok som hörde till 1819 års psalmbok var den så kallade Haeffners koralbok och i denna hade psalmen (nr 481, f-moll, 2/4-takt) en melodi av Johann Crüger, komponerad 1640, men genomgripande bearbetad av Haeffner.[Ex. 2] Crügers original har en text av Johann Heermann med inledningsorden "Herzliebster Jesu, was hast du verbrochen”, på svenska O Jesus kär, vad har väl du förbrutit.
I 1937 års koralbok finns den av Haeffner bearbetade Crüger-koralen med, och i senare utgåvor som alternativ även Crügers ”original” (nr 564, f-moll, alla breve)[Ex. 1].
I 1986 års koralbok finns två melodier, dels en folklig koral från Mora (nr 305 A, dorisk skala, 4/4-takt)[Ex. 3], dels Crügers, av Haeffner bearbetade, koral (nr 305 B).
Psalmen finns också i tonsättningar av Alice Tegnér (C-dur, 2/4-takt)[Ex. 4] publicerad första gången 1904 i Unga Röster och senare i Missionsförbundets Sånger och Psalmer, samt Theodor Söderberg (Ess-dur, 4/4-takt)[Ex. 5]. I Hemlandssånger 1891 används en komposition av Albert Lindström medan man i Nya Pilgrimssånger 1892 använder Crügers melodi.

## Musikexempel

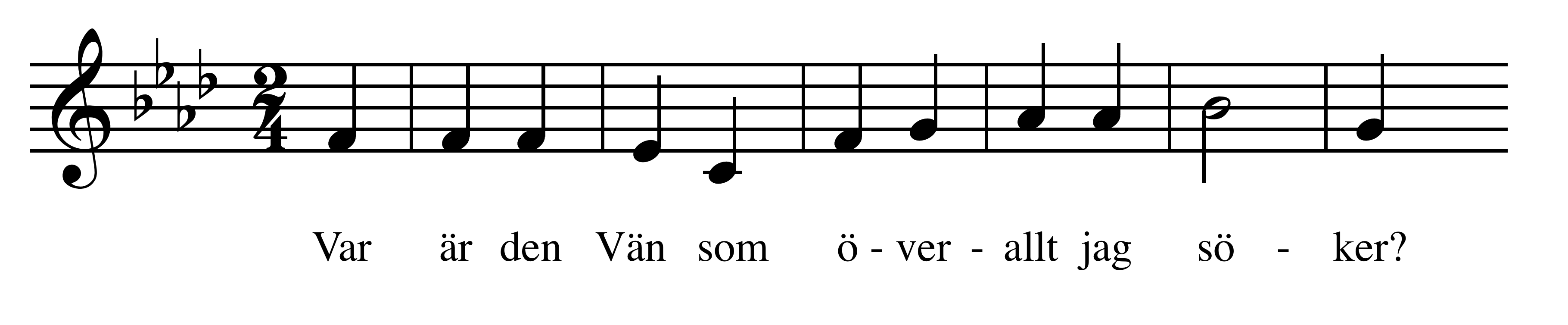
Crügers koral i Haeffners bearbetning.

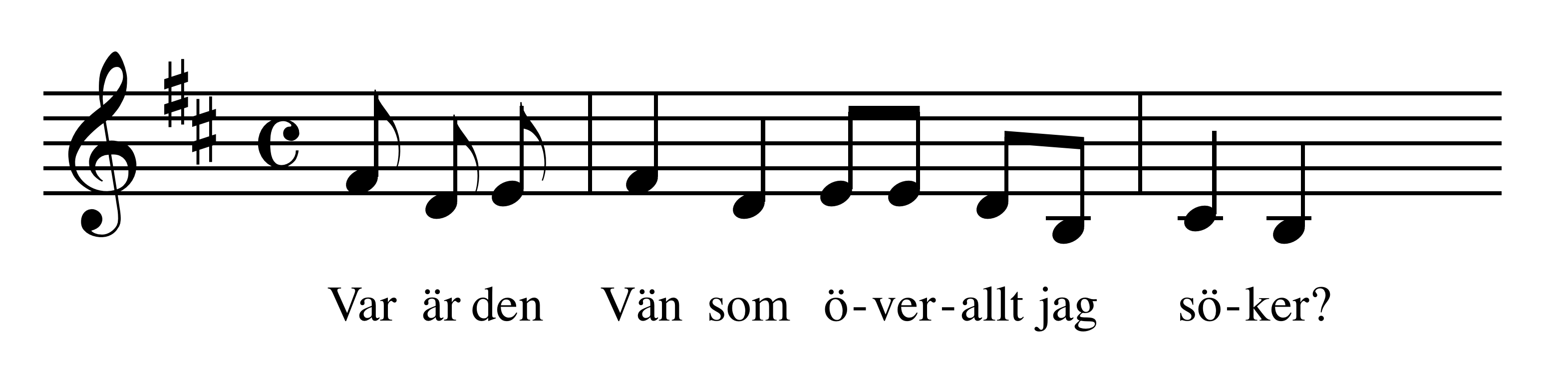
Folklig koral från Mora.

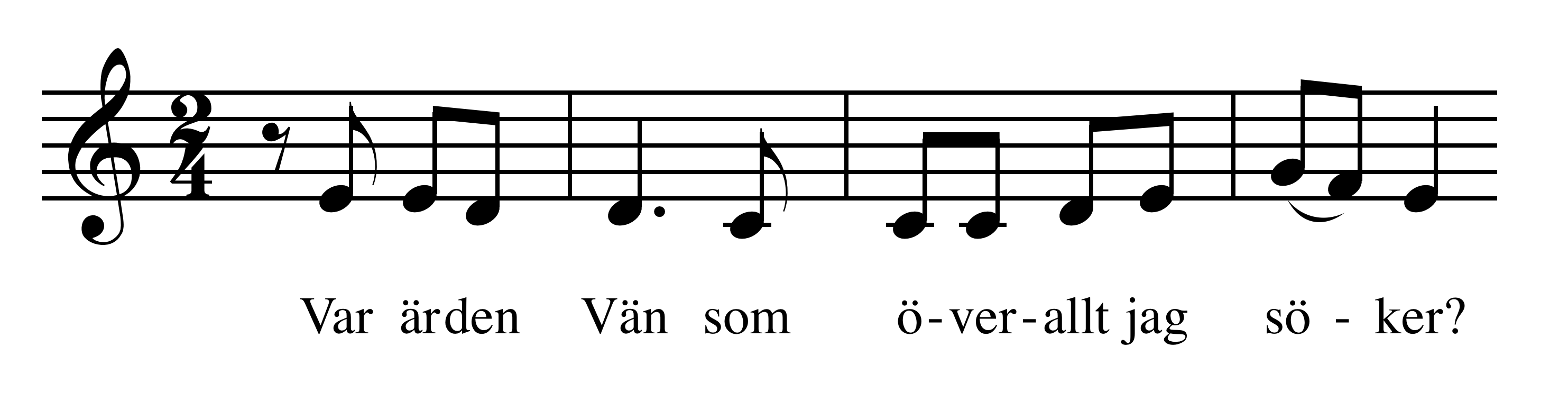
Alice Tegnérs koralmelodi.

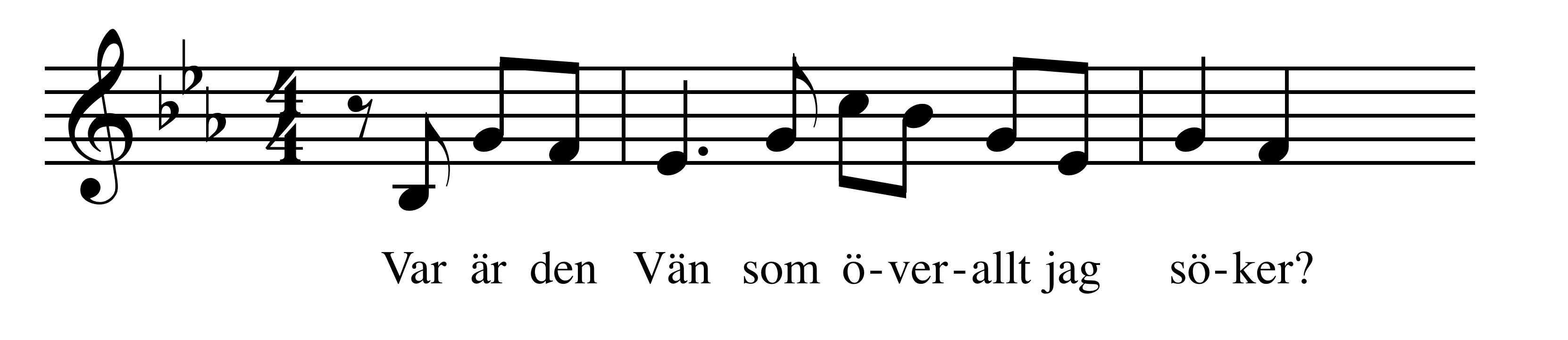
Theodor Söderbergs koralmelodi.

Här presenteras den första versraden till respektive melodi.

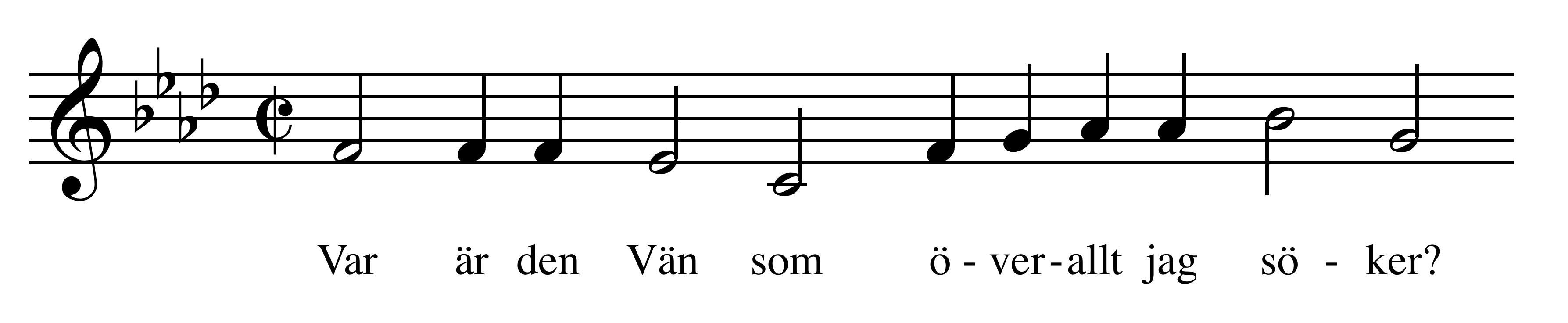
Crügers originalkoral.

- Ex. 1  Crügers originalkoral.  Lyssna! (fil)

- Ex. 2  Crügers koral i Haeffners bearbetning.  Lyssna! (fil)
- Ex. 3  Folklig koral från Mora.  Lyssna! (fil)

- Ex. 4  Alice Tegnérs koralmelodi.  Lyssna! (fil)

- Ex. 5  Theodor Söderbergs koralmelodi.  Lyssna! (fil)

## Tryckta utgåvor
- 1819 års psalmbok som nr 481  under rubriken "Med avseende på de yttersta tingen: En trogen själs glädje att skiljas hädan".
- Hemlandssånger 1891 som nr 413 under rubriken "Kärleken" med andra versen som inledning ändrat till Jag ser Guds spår.[13]
- Nya Pilgrimssånger 1892 som nr 4 med andra versen som inledning ändrat till Jag ser Guds spår (verserna 2-4).[14]
- Svenska Missionsförbundets sångbok 1920 som nr 9 under rubriken "Guds härlighet".[15]
- 1937 års psalmbok som nr 564 under rubriken "Det kristna hoppet inför döden".[16]
- Den svenska psalmboken 1986, 1986 års Cecilia-psalmbok, Psalmer och Sånger 1987, Segertoner 1988 och Frälsningsarméns sångbok 1990 som nr 305.
- Svensk psalmbok för den evangelisk-lutherska kyrkan i Finland (1986) som nr 449 under rubriken "Guds skapselse", med Johann Crügers melodi.